# Найдёновка (Ставропольский край)
Найдёновка — село в Изобильненском районе (городском округе) Ставропольского края России.

## Варианты названия
- Найденовское[3].

## География
Расстояние до краевого центра: 36 км.
Расстояние до районного центра: 9 км.

## История
В 1923—1963 гг. село являлось административным центром Найдёновского сельсовета, в состав которого, помимо Найдёновки, входили хутора Широбоков и Беляев [с какого именно года?]. В 1963 году сельсовет был упразднён, Найдёновка и Беляев вошли в состав Московского сельсовета, а после реформы местного самоуправления — в состав территории сельского поселения Московский сельсовет, где они находились до 1 мая 2017 года, когда все муниципальные образования Изобильненского района были преобразованы, путём их объединения в Изобильненский городской округ.
Согласно «Списку населённых мест Северо-Кавказского края» на 1925 год, село Найдёновское состояло из 107 дворов, в которых проживало 742 человека (362 мужчины и 380 женщин). В селе имелась 1 партийная организация, 4 небольших промышленных предприятия (включая кузницу и мельницу), почтовое отделение. На базар местные жители ездили в село Тищенское:282—283.
По данным переписи 1926 года по Северо-Кавказскому краю, в Найдёновском числилось 125 хозяйств и 782 жителя (391 мужчина и 391 женщина), из которых 760 — русские:268.

## Население
| 1925 | 1926 | 1989 | 2002 | 2010 | 2014 |
| ---- | ---- | ---- | ---- | ---- | ---- |
| 742  | ↗782 | ↘531 | ↗615 | ↗624 | ↗700 |

По данным переписи 2002 года, 89 % населения — русские.

## Инфраструктура
Медицинскую помощь оказывает фельдшерско-акушерский пункт.

## Транспорт
Из города Изобильного 4 раза в день ходит пригородный автобус № 101.

## Образование
Каждый день школьный автобус возит детей из села в Изобильный в школу № 2.

## Кладбища
В западной части села расположено общественное открытое кладбище (площадь участка 10 тыс. м²)

## Улицы
ул. Ленина (асфальт, гравий, грунт) — центральная улица села
ул. Школьная (гравий, грунт)
ул. Подгорная (гравий, грунт)
ул. Шпака (грунт)